# 미케일라 콘린
미케일라 콘린(영어: Michaela Conlin, 1978년 6월 9일 ~ )은 미국의 배우이다. 미국 케이블 텔레비전 폭스 방송에서 방영한 드라마 《본즈》에 출연해 사망 피해자의 사인규명 법의학팀 제퍼소니언 연구소의 디지털 포렌식, 사망원인 시뮬레이션, 컴퓨터 및 네트워크, 각종 데이터베이스를 활용, 조작 하여 피의자 유죄를 입증 할 수 있는 증거를 추적하는 실력파 연구원, 안젤라 역을 연기했다.

## 출연 작품
- 디스어포인트먼트 룸 (2016)
- 베이비, 베이비, 베이비 (2015)
- 링컨 차를 타는 변호사 (2011)
- 마법에 걸린 사랑 (2007)
- 파이프 드림 (2002)
- 러브 더 하드 웨이 (2001)

### 텔레비전
- 본즈 (2005-17)